# Super Landini

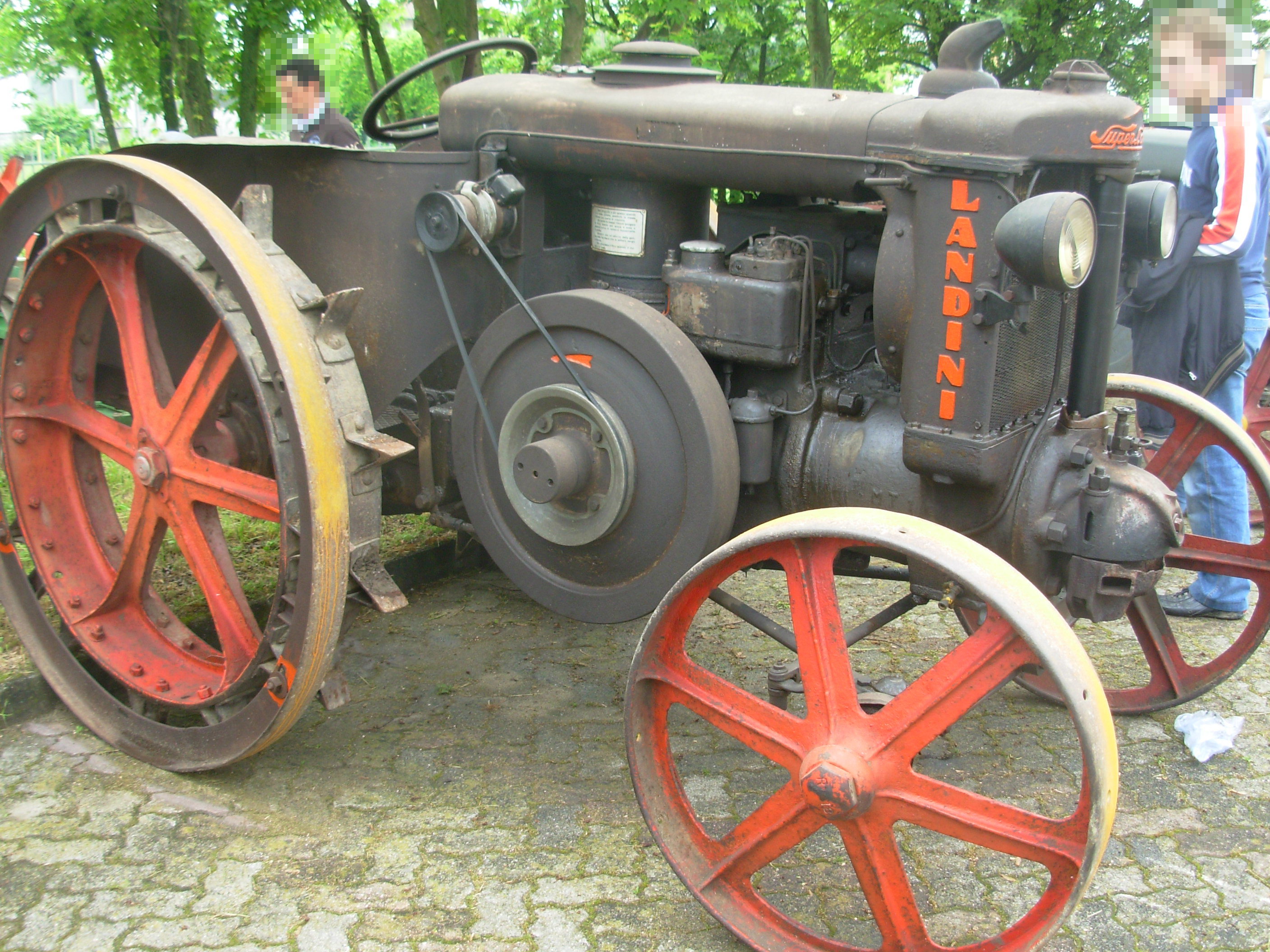
Super Landini

Il Super Landini, conosciuto anche con la sigla S.L. 50, è un trattore agricolo costruito dalla Landini nello stabilimento di Fabbrico (Reggio Emilia) dal 1934 al 1951 per un totale di circa 3.200 esemplari.

## Motore
Dispone di un motore a due tempi monocilindrico a ciclo Sabathé, comunemente detto a testa calda, così chiamato in quanto la combustione della miscela combustibile/comburente che avviene al suo interno è innescata dall'alta temperatura mantenuta in una parte della camera di combustione, la calotta, posta dentro la testa del cilindro.
Nel Super Landini l'alimentazione è ad iniezione indiretta; all'interno della testata vi è una camera ausiliaria di combustione, dove un iniettore verticale accuratamente orientato spruzza il combustibile finemente polverizzato sulla sottostante calotta concava. Un condotto collega poi la precamera al cilindro motore. Affinché avvenga la combustione, la calotta deve essere rovente, di color rosso cupo (temperatura tra i 400-700 °C): in questo modo il combustibile iniettato a contatto con essa evapora e mescolandosi con l'aria immessa dal pistone in fase di compressione inizia a bruciare, innalzando la temperatura e la pressione dei gas che provoca un immediato scorrimento all'indietro del pistone.
L'avviamento del motore si ottiene riscaldando con una fiamma prodotta da una lampada a benzina o a gas la calotta metallica, fino a farla diventare rovente nel giro di pochi minuti; si imprimono poi a mano due-tre colpi sulla pompa d'iniezione del combustibile e con una adeguata spinta sui volani si dà luogo alla compressione del pistone e l'innesco della combustione. Una volta avviato, il motore mantiene in modo autonomo una temperatura di esercizio della calotta di circa 500 °C, più che sufficiente all'accensione autonoma del combustibile.
Il motore del Super Landini è concepito per utilizzare carburanti quali olio pesante, gasolio, oli vegetali. È costituito da un solo cilindro orizzontale con misure di alesaggio e di corsa rispettivamente di 240 x 270 mm; la cilindrata totale è di 12.200 cc. Nella prima versione il motore sviluppa una potenza di 40-48 CV a 620 giri/min (che si riducono a 30-36 CV alla barra di traino), mentre nelle ultime arriva a 45-50 CV.

## Caratteristiche tecniche
Rispetto alle precedenti trattrici realizzate dalla Landini (il 25/30 HP e il 40 HP) dotate di raffreddamento a vasca, cioè per semplice evaporazione dell'acqua contenuta in un serbatoio a contatto con il cilindro del motore, nel Super Landini è stato introdotto il raffreddamento ad acqua mediante radiatore a tubi verticali alettati e ventola meccanica; il raffreddamento non è forzato, ma libero, quindi privo di pompa idraulica.
Questo modello ha un peso a pieno carico di 3.650 kg. Motore, cambio e differenziale sono uniti in una unica struttura facente funzione portante analogamente ad un telaio. La frizione a disco è posizionata all'interno del volano di destra, il cambio è di tipo meccanico a tre marce e una retromarcia con velocità massime a seconda del rapporto innestato comprese fra 3,8 km/h e i 7,8 km/h (9 km/h con ruote gommate); la trazione è esclusivamente sull'asse posteriore dotato di differenziale.
Entrambi gli assi sono a ponte rigido. Il modello nasce con ruote metalliche in fusione di ghisa e in seguito anche in carpenteria. Nel dopoguerra poteva essere equipaggiato direttamente con ruote gommate. A richiesta era disponibile anche la versione industriale dotata di appositi pneumatici stradali ed in grado di raggiungere una velocità massima di 13 km/h. Per quanto riguarda l'impianto frenante, il Super Landini è privo di freni a pedali e dotato esclusivamente di una leva del freno a mano, con sistema a nastro su puleggia che agisce direttamente sulla trasmissione.
L'impianto elettrico è composto da una dinamo da 6 volt e 75 watt, azionata tramite cinghia collegata al volano di destra, che permette l'utilizzo di due fari anteriori e di un fanalino posteriore. Non vi è alcuna batteria né l'accensione elettrica.
Dispone di una presa di potenza costituita da una puleggia collocata sul volano di sinistra, con comando a frizione tramite due volantini, per l'azionamento stazionario di trebbiatrici, pressaforaggi, pompe di irrigazione, ecc. Il Super Landini ha un peso rimorchiabile di 50 quintali; il serbatoio del combustibile ha una capienza di 100 kg di carburante mentre quello dell'olio lubrificante ha una capienza di 10 kg.
Dal 1934 al 1937 viene prodotta la prima serie di Super Landini, caratterizzata da parafanghi posteriori arrotondati a forma di conchiglia che seguono il profilo delle ruote e da volani motore di diametro leggermente superiore rispetto ai Super prodotti nelle serie successive, i quali invece dispongono di una cura più ergonomica del posto guida dalla caratteristica forma di biga romana; tale conformazione permette una maggiore sicurezza dell'operatore.

In merito ai comandi, l'unico pedale presente, quello della frizione, è posizionato a destra, mentre come su tutti i Landini "testa calda" il comando dell'acceleratore è costituito da una leva manuale dentata, collocata però sul parafango sinistro; la leva del freno a mano si trova a sinistra del blocco cambio differenziale.

## Utilizzo
Il Super Landini è stato una delle macchine più utilizzate dalle grandi aziende agricole e dai contoterzisti per l'aratura, specie nelle grandi opere di bonifica agraria dei terreni incolti sottratti al pascolo e alla palude nel Ventennio fascista, ma anche per azionare trebbie, pressaforaggi, pompe irrigue, diventando un simbolo delle capacità tecniche della Landini e di un periodo storico di grandi cambiamenti quale è stato quello dal 1930 al 1960 in cui i mezzi meccanici si sono imposti soppiantando la millenaria trazione animale in agricoltura.
La Landini ha anche utilizzato il motore e la parte anteriore del Super per costruire un motore stazionario con basamento piano per essere adagiato su pavimenti o carrelli, denominato motore Super Landini fisso (sigla SL F),  utilizzato come gruppo elettrogeno, trasferendo il moto tramite puleggia ad un generatore. Furono costruiti ventisei esemplari di questo motore, utilizzati durante il periodo bellico dalla stessa Landini per la produzione di energia elettrica indispensabile per le proprie officine.